# Prick
Albums de Melvins
Houdini
(1993) Stoner Witch
(1994)
Prick est un album des Melvins sorti en 1994 chez Amphetamine Reptile Records. À cause de conflits entre labels qui empêchaient le groupe de sortir des disques sous le nom de Melvins, l'album est sorti avec le nom du groupe sur la pochette écrit en écriture spéculaire, donnant « Snivlem ». L'album a été enregistré dans le but de financer les sessions de Stoner Witch et se démarque d'autres productions du groupe par son caractère expérimental prononcé.

## Pistes
1. How About (Melvins) – 4 min 15 s
2. Rickets (Melvins) – 1 min 20 s
3. Pick It N' Flick It (Melvins) – 1 min 39 s
4. Montreal (Melvins) – 4 min 09 s
5. Chief Ten Beers (Melvins) – 6 min 28 s
6. Underground (Melvins) – 2 min 19 s
7. Chalk People (Melvins) – 1 min 16 s
8. Punch The Lion (Melvins) – 3 min 14 s
9. Pure Digital Silence (Melvins) – 1 min 32 s
10. Larry (Melvins) – 2 min 59 s
11. Roll Another One (Melvins) – 14 min 20 s

## Personnel
- Melvins - Producteur
  - Mark Deutrom - Basse
  - Dale Crover - batterie
  - King Buzzo - Chant, Guitare
- Konstantin Johannes - Ingénieur du son